# 론 소블
론 소블(Ron Soble, 1932년 1월 1일 ~ 2002년 1월 1일)은 미국의 배우, 영화배우이다.
시카고에서 태어났다.

## 영화
- 거리의 심판자 (1996년)
- 공포의 기억 (1982년)
- 미녀 삼총사 - TV 시리즈 (1976년)
- 빠삐용 (1973년)
- 조 키드 (1972년)
- 진정한 용기 (1969년)
- 신시내티의 도박사 (1965년)
- 전투 (1962년)
- 보난자 (1959년)